# Học viện Mỏ và Lâm nghiệp ở Banská Štiavnica
Học viện Mỏ và Lâm nghiệp ở Banská Štiavnica (tiếng Slovakia: Banícka a lesnícka akadémia v Banskej Štiavnici) là một khu phức hợp có diện tích hoành tráng, bao gồm 11 tòa nhà tọa lạc tại thị trấn Banská Štiavnica ở miền trung Slovakia. Học viện Mỏ và Lâm nghiệp từng hoạt động ở địa điểm này trong suốt nửa sau thế kỷ 18 cho đến đầu thế kỷ 20. Toàn bộ tòa nhà này được công nhận là di tích văn hóa quốc gia vào năm 1961. Khu phức hợp này đã được ghi danh vào Danh sách Di tích Trung ương theo quyết định của Bộ Văn hóa Cộng hòa Slovakia.

## Lịch sử
Ban đầu, Học viện Khai thác và Lâm nghiệp được Mária Terézia thành lập vào năm 1762. Sau đó, Học viện Lâm nghiệp được thành lập bên trong khuôn viên của ngôi trường này, và từ năm 1846, Học viện Lâm nghiệp được đổi tên thành Học viện Mỏ và Lâm nghiệp. Năm 1919, trong bối cảnh Hungary tan rã và Tiệp Khắc thành lập, Học viện Mỏ và Lâm nghiệp được chuyển đến Sopron. Hiện nay, trường đang hoạt động dưới tên Đại học Sopron (tiếng Hungary: "Soproni Egyetem").